# Бої під Сніжним (2014)
Бої під Сніжним — серія боїв в районі м. Сніжне Донецької області влітку 2014 року під час війни на сході України.
Контроль над містом Сніжне був однією з важливих задач у 2014 році — до російсько-українського кордону від міста — всього 18 км, де розташовані лише кілька сіл: Степанівка, Маринівка. Одразу ж за Сніжним і до самої Макіївки і Донецька проходить траса Н21, що йде практично суцільною агломерацією Торез-Шахтарськ-Зугрес-Харцизьк, під прикриттям якої можна було безперешкодно перекидати техніку, вантажі і особовий склад.

## Передумови
13 квітня 2014 року Рада національної безпеки та оборони України оголосила початок антитерористичної операції на сході України. Керівництво штабу АТО ухвалило рішення перекрити кордону з Російською Федерацією силами Збройних Сил України у найкоротший можливий термін, оскільки на той час сил Прикордонної служби України бракувало для протистояння бойовикам, які перетинали кордон на військовій техніці.

## Сили сторін
Розмір ударного угруповання, що 1-5 серпня брало участь в операції з визволення Степанівки — 1611 чол.
Контроль над Степанівкою після визволення перейняв 3-й батальйон 30-ї механізованої бригади, що переважно складався з мобілізованих військовослужбовців, та придані підрозділи. 3-й батальйон на той час в своєму складі мав невелику кількість кадрових офіцерів, серед особового складу невеликою була кількість підготованих мобілізованих, з огляду на обставини до стрільців було записано кухарів та бригадні музиканти.
У боях за Степанівку починаючи з другої декади серпня брали участь підрозділи 17-ї окремої мотострілецької бригади РФ та 18-ї окремої мотострілецької бригади РФ, зокрема був ідентифікований полковник 18 ОМСБр Віталій Кульгав'юк (рос. Кульгавьюк Виталий Дмитриевич).

## Бойові дії
Дмитрівка отримала сумну славу через незаконний перетин кордону російськими терористами. Так, на 26 травня 2014 року на кордоні з Україною, на відстані 10 км від території України знаходились 40 Камазів російських найманців.
На початку червня проросійські формування обладнали справжній укріплений район поблизу Сніжного. Вони застосовували танки, бронетранспортери, протитанкові ракетні комплекси, зенітний кулемет, великокаліберні кулемети, міномети. Під час антитерористичної операції під Сніжним 12 червня 2014 року, українські бійці розгромили колону бандформувань, що рухалася з Російської Федерації з танками та бронетранспортерами. Але 17 червня, як повідомив Дмитро Тимчук, бойовики збільшили кількість важкого озброєння, і Сніжне́ перетворилося на антиукраїнську фортецю.
У перших числах червня РТГр 2-го батальйону 79-ї ОАЕМБр під командуванням майора Семена Колейника отримала задачу поставити переправу на річці Міус поблизу Кожевні. В населеному пункті Дмитрівка, через який з початку планувалось перекидання українських підрозділів, російські бойовики вже облаштували фортифікацію. За різними даними, там вже перебували від однієї до двох РТГр супротивника з бойовими машинами та артилерією. Мости були заміновані на випадок вдалого штурму українських військових. Також було відомо, що на оборону даного пункту було відправлено російських військових.
Врахувавши ці перепони, командування штабу АТО вирішило не гаяти сили й часу на штурм добре захищених позицій, і відправило підрозділи 79-ї ОАЕМБр до Кожевні, аби влаштувати там переправу та взяти під контроль панівні висоти, з яких була можливість прикривати вогнем колони, що рухались вздовж кордону.
Водночас 4-та рота 79-ї ОАЕМБр отримала завдання зайняти Савур-Могилу та розставити там гаубиці. Однак, виконати це завдання не вдалось. Тоді ж 5-та рота 79-ї ОАЕМБр під командуванням майора Колейника отримала завдання взяти висоту під Дібрівкою та організувати переправу під Кожевнею. Дорогою до Маринівки підрозділ Колейника чув звуки бою на Савур-Могилі. Неподалік від кордону група Колейника зустрілась із полковником держприкордонслужби, який і провів групу до Кожевні. Діставшись Міусу, військові побачили, що через надто круті схили переправу навести не вийде. Проблему вдалось вирішити, коли танк відвалом зміг зрізати схил, але це забрало кілька годин часу. Під час наведення переправи по десантниках був відкритий вогонь із табору «Блакитні скелі» (47°53′22″ пн. ш. 38°55′50″ сх. д. / 47.88944° пн. ш. 38.93056° сх. д.) під Дмитрівкою. Майор Колейник наказав розгорнути гаубичну батарею та розпочав придушення вогню супротивника. До другої половини дня переправа була наведена.
Після переправи РТГр Колейника через Міус група рушила вперед. Розвідку їй забезпечувала група спецпризначення 3 оп СпП під командуванням Юрія Коваленка на двох БТР. Неподалік Дібровки група виявила засідку супротивника, зав'язався бій. Загинув один спецпризначенець, восьмеро зазнали поранення, довелось викликати на допомогу два Мі-24, які завдали нищівного удару по бойовиках.
Для евакуації поранених та загиблого був викликаний Мі-8. Тоді вперше була помічена робота ПЗРК: був обстріляний штурмовик, який працював неподалік, але марно.
Десантники дістались Дібровки вже поночі, зайняли висоту 185, яка згодом стала відома як висота «Граніт» (47°55′6″ пн. ш. 39°3′56″ сх. д. / 47.91833° пн. ш. 39.06556° сх. д.).
Завдяки наведенню переправи та створення опорних пунктів на панівних висотах стало можливим перекидати через цей вузол війська й техніку вздовж державного кордону. При проході колон, при виникненні вогневого контакту із супротивником у підрозділів, що перебували на висотах, вже були визначені планові цілі для артилерії, були організовані мобільні групи для підтримки колон.
За даними російської сторони, Степанівка була захоплена проросійськими формуваннями 15 липня 2014 року.

### Деблокада Сектору Д
Українське командування розробило план деблокади Сектору Д — взяття Степанівки і Никифорового мало розблокувати підрозділи 24 ОМБр, 72 ОМБр, 79 ОАеМБр та українських прикордонників, що впродовж тижнів перебували під обстрілами зі сторони РФ, і були відрізані силами проросійських формувань укріпленнями в районі Савур-Могили і навколишніх населених пунктів.
28 липня колона техніки 1-ї батальйонно-тактичної групи 30 ОМБр рухалась в напрямі Савур-Могили. Під селом Степанівка БМП в голові колони підірвалась на міні і згоріла. Вояків, що сиділи на броні, порозкидало вибухом. Сергій Лебединський зумів вибратися живим із БМП. Колону військових сильно обстріляли, і вона відступила.
30 липня, виконуючи бойове завдання, група солдатів 30-ї бригади на 2-х машинах МТЛБ потрапила у засідку терористів між селами Степанівка та Дмитрівка Шахтарського району. Олександр Іваненко з численними осколковими пораненнями потрапив у полон.
1—5 серпня 2014 р. проведено успішну операцію з взяття села. Операція здійснювалася силами 1-го батальйону 30 ОМБр, батальйону 25 ОПДБр та батальйону 95 ОАеМБр. Звільнені з оточення підрозділи 24-ї механізованої, 72-ї механізованої та 79-ї аеромобільної бригад вирушили до пункту постійної дислокації поза зоною проведення АТО. Батальйон 95 ОАеМБр вирушив у рейд на схід, батальйон 25 ОПДБр з боями попрямував на північ через Шахтарськ, а 30 ОМБр встановила мережу блок-постів та опорних пунктів від Степанівки до Боково-Платове.

### Утримання
6 серпня під час бою на 43-му блокпосту під селом Степанівка загинуло 4 українських бійців. Повідомлялося про смерть 4 осіб зі сторони проросійських сил.
6 серпня 2014 року командир роти капітан Денис Бочаров отримав завдання вирушити на перехрестя між Побєдою і Степанівкою, «зачистити» територію від бойовиків, зайняти висоту і забезпечити на цій ділянці коридор для українських військових підрозділів, які виходили з оточення вздовж кордону. Бійці під командуванням капітана Бочарова виїхали на трьох БТРах, зупинилися за 600 м від перехрестя, раптом збоку виїхав БТР противника і відкрив по них вогонь з великокаліберного кулемета. Командир дістав кульове поранення у живіт, помер дорогою до шпиталю. Командування взяв на себе молодий лейтенант командир взводу Михайло Кірдан, перехрестя було взяте під контроль, на допомогу підійшов танк. За кілька годин почався обстріл з «Градів», але нікого не зачепило. А вже на світанку посунула піхота противника з БТРом. Атаку було відбито, завдання виконане. Вихід основних сил з оточення відбувся 7 серпня.
Внаслідок цього на базі біля села Сонцеве, що неподалік річки Кальміус під Староласпою, залишилося до 40 одиниць рухомої техніки. За даними Юрія Бутусова, техніка належала 3-му батальйону 30 ОМБр та роті 72 ОМБр, які забезпечували прорив до оточених на кордоні українських підрозділів. За даними ж Ярослава Тинченка, покинута біля Сонцеве техніка належала підрозділам, які до того тижнями знаходилися у оточенні в «Ізваринському котлі».

| Всі війська, які вийшли з «мішків», були абсолютно непридатними для подальшого використання. Для ілюстрації цього наведемо такий красномовний факт. «Окруженці» вже вибрались з «мішків», пройшли кілька десятків кілометрів та дістались району села Солнцево – неподалік річки Кальміус. Їх уже ніхто не переслідував, не обстрілював. Вони були на своїй території, яка, правда через кілька тижнів перейшла під контроль сепаратистів. Прямо в полі ці мобілізовані солдати покинули свою бойову техніку: десятки САУ, танків, броньових машин…. Навіть з відкритими люками. І поїхали собі додому. Де, звичайно, їх зустріли, як героїв. |
| — Ярослав Тинченко |

Штаб сектора «Д» перекинув наявні сили для вирівняння ситуації, і більшу частину покинутих бойових машин вдалося евакуювати.
1 серпня проросійські сили захопили Торез, який на короткий час взяли під контроль українські сили.[джерело?]
3 серпня ще десять російських танків були переміщені на територію України. Того ж дня поблизу Сніжного і Тореза українські військові остаточно знищили сепаратистські частини, що діяли на кордоні між Луганською та Донецькою областями.[джерело?]

### Вторгнення російських регулярних військ
10—11 серпня 2014 року Степанівка зазнала масштабних руйнувань під масованим вогнем із території Росії батареями РСЗВ «Град». Під час артпідготовки 11 серпня українські підрозділи зазнали втрат — загинули 5 солдатів 30-ї бригади.
Починаючи з 11 серпня, позиції 3-го батальйону під Степанівкою Шахтарського району зазнавали нищівних артилерійських ударів з Росії. Військові ховались у випадкових укриттях — більша частина техніки була знищена. Почалося масове дезертирство мобілізованих солдатів. У ніч із 12 на 13 вересня з'явилося повідомлення про 50 танків, які наступають на Маринівку та Степанівку із російського боку.
12 серпня на блокпост лейтенанта Абрамовича відійшли 1 танк і 2 БМП з сусіднього блокпоста. Із штабом зв'язатися не вдалося. Після «наради лейтенантів» вирішили прориватися до своїх на Міусинськ, куди й прибули. Старший лейтенант, що керував у Міусинську, наказав повернутися на висоту та захищати тил бригади. Після зайняття попередньої позиції побачили, як з півдня почався обстріл «Градами», проте ракети пролетіли далі. Почала стріляти ворожа артилерія. Запросивши в штабу артилерійську допомогу, почули відповідь: «Снарядів немає». Незабаром на блокпост вийшли 4 танки, перший з яких був Т-64 з білими смугами, як в українських, з другого напрямку наступала піхота проросійських сил. Після перших пострілів у одного танка заклинило гармату, на той час уже були підбиті 2 БМП. Абрамович наказав підлеглим відходити, сам лишився прикривати відступ. Танк Т-64, екіпаж якого: старший лейтенант Артем Абрамович — командир танку, сержант Ярослав Антонюк — механік-водій, та солдат Петро Барбух — навідник, вступив у двобій з російським Т-72. У двобої танки таранили один одного. Український екіпаж відтоді вважався зниклим безвісти. У бою було знищено 2 танки Т-72, українські сили втратили Т-64 — Абрамович, Антонюк, Барбух та БМП-2 — загинули прапорщик Дмитро Руденко та сержант Богдан Луцько. Група, яку прикривав екіпаж Абрамовича, дісталася до Міусинська. Більшість учасників бою залишилися живими та повернулися додому.
Внаслідок артилерійських ударів й танкової атаки, 3-й батальйон, не маючи можливості відновити резерви (із сектору Д вже були виведені 24-та, 72-га, 79-та й 95-та бригади), здійснив доволі безладний та невпорядкований відхід.
Того ж дня загинув поблизу села Степанівка старший сержант 30-ї бригади Олександр Гребенюк під час нападу на групу інженерного забезпечення, яка проводила мінування; зазнав важкого поранення, не могли вивезти під обстрілом. Олександр віз медиків, їх обстріляли, після зупинки авто опинилося в центрі вибуху, не зміг вибратися після перекидання.
Того ж дня о 23:00 колона техніки 30-ї бригади рухалася із села Велика Шишівка до Малої Шишівки. Автомобіль «Фольксваген», в якому їхав Євген Волосевич з ще 3 вояками, потрапив під обстріл російських «Градів». Три військовики зазнали поранень, трьох полонили, двоє вважалися зниклими безвісти.
Офіцери 3-ї батальйонно-тактичної групи 30-ї бригади все ж отримали наказ самотужки виходити від кордону на захід. 13 серпня група майора Миколи Лісовського і майора Сергія Гордієнка виходила зі Степанівки однією з останніх. Офіцери і ще четверо українських бійців загинули разом в полі неподалік понівеченої САУ.
13 серпня, біля Сніжного, українська артилерія знищила колону вантажівок наповнених боєприпасами для сепаратистів. За словами двох членів Ради з прав людини при Президенті Російської Федерації, цей конвой був у супроводі російських військовослужбовців, з яких понад 100 були вбиті і близько 300 поранених. У ході атаки ЗСУ знищили одинадцять установок «Град», три танки і п'ять бронетранспортерів.
- 2 вересня російські журналісти-дослідники заявили, що 13 серпня під Сніжним були знищені 120 російських військових, 450 отримали поранення.[21][22]

Капітан медичної служби Ірена Ломаківська з бійцями 3-го батальйону 30-ї окремої механізованої бригади виходила із оточення у Степанівці, потрапили під обстріл зі «Смерчів» та «Градів». Ірена Ломаківська була однією з медичного персоналу на два санітарні автомобілі та майже півтора десятка важкопоранених солдатів й офіцерів. Дорогою до медпункту бригади в трьох поранених (у різних автомобілях) припинялося серцебиття чи дихання. Капітан Ломаківська по дорозі міняла крапельниці, переміщалася під обстрілом між санітарними автомобілями.
15 серпня ЗСУ знищили ще один російський конвой.[джерело?]
20-21 серпня українські війська знову намагалися повернути Торез, проте були відтіснені.[джерело?]
22 серпня вогнем Збройні Сили України знищили в районі Сніжного 11 установок БМ-21 «Град», 3 танки, 5 бойових машин піхоти терористів, за попередніми підрахунками втрати російських найманців складають понад 100 осіб. Того ж дня жителі Сніжного повідомили, що їхні колодязі з водою залиті дизельним пальним.

### 2015
У другій декаді січня 2015 року партизани вистежили та знешкодили «Град» бойовиків — стеження тривало тиждень. Партизани прорахували їхнє розташування, вислали групу бійців, у ході короткочасного бою знешкоджено екіпаж та саму машину.

## Наслідки
Зайняття Степанівки проросійськими силами призвело до подальших важких наслідків для українських підрозділів, погіршило ситуацію і зайняття Маринівки. Міусинськ, утримання якого було завданням 30-ї бригади, також полишено, шляхи для відступу на південь для механізованих сил були перетнуті. 1-й та 2-й батальйони бригади опинилися відрізаними від тилових підрозділів, пробиватися в сектор «Д» під вогнем терористів було неможливо. В такій ситуації батальйони приймають рішення пробиватися на північ — у відтинок відповідальності сектору «А», під Лутугине.
Останні сили 30-ї бригади відходили із Степанівки вранці 14 серпня, відстрілюючись на ходу протягом 20 кілометрів від трьох терористичних розрахунків РПГ.
Після відходу із сектору «Д» 30-ї та 95-ї бригад лишилися виснажені недоукомплектовані підрозділи 1-ї батальйонно-тактичної групи 28-ї бригади та зведений загін 51-ї бригади біля Петровського. На той час сектор «Д» залишився практично без резервів.
16 серпня 2014 під час спроби забрати тіла українських військовиків, що загинули у бою під Степанівкою 11-13 серпня, до полону «ДНР» потрапив полковник Іван Без'язиков. Іван разом із двома офіцерами рушив домовлятися із терористами про обмін полоненими, вивіз загиблих та поранених. Однак самого полковника полонили чеченські найманці.
- Капітана глибинної розвідки Євгена Петровича Мандажі та майора юстиції Валерія Валентиновича Шмигельського звільнили 19 вересня та 5 грудня 2014-го відповідно.
- У липні 2016 року Іван Без'язиков був обміняний з полону.
- У грудні 2016 полковнику Івану Без'язикову було висунуто звинувачення у співпраці зі спецслужбами проросійських сил.

25 січня 2016 року номінальний ватажок російських терористів Олександр Захарченко на виступі перед студентами Донецької національної академії будівництва і архітектури в окупованому Донецьку зізнався, що російські бойовики вщент спалили село Кожевня під час однієї з наступальних операцій. Згодом російські терористи поширили в інтернеті відеохроніку штурму села влітку 2014 року. Названа ними мета — захоплення ділянки державного кордону з Росією задля забезпечення безперешкодного постачання військової техніки та боєприпасів.
За словами журналіста Дениса Казанського, з оприлюдненого відео випливає, що село було знищене збройним формуванням «ДРГ „Рязань“», яке складається переважно із найманців із Росії. Наступ бойовиків розпочався 22 липня 2014 року. Окремих учасників цього наступу спіткала непроста доля: російський журналіст Андрій Стенін, який вів відеозйомку, згорів у власній машині через місяць, «ДРГ „Рязань“» зазнала важких втрат у липні 2015 року в боях за Мар'їнку, командир формування Едуард Гілазов загинув за загадкових обставин у серпні 2015 року.

## Втрати

### Втрати України
Згідно з офіційними даними, втрати українських частин у боях за Степанівку 11-13 серпня становлять 21 загиблий боєць, невідомим є число зниклих безвісти.
У грудні 2014 року російський пропагандистський ресурс виклав відео руйнувань Степанівки, зняте з висоти пташиного польоту. На відео видно залишки згорілого танку Т-64 30-ї механізованої бригади.
На початку серпня 2015 року пошуковики місії «Чорний тюльпан» відшукали тіла двох українських військовиків у Сніжному — поховання 30 липня 2014-го.

### Втрати Росії
Український історик Ярослав Тинченко оцінює кількість загиблих солдат регулярних підрозділів ЗС РФ у боях під Сніжним у 32 особи:
- 18 ОМСБр  — 22 вбитих
- 17 ОМСБр  — 8 вбитих
- Підрозділи ГУ ГШ  — 2 вбитих

## Виноски
1. ↑  ТИЖДЕНЬ.UA «Іловайськ. Частина І. Невиправдні сподівання на перемогу»: Крізь отвір, проламаний контрактниками спочатку під селом Степанівкою, а потім — під Нікіфорове, почали виходити зі сходу «окруженці»
2. ↑  ТИЖДЕНЬ.UA «Іловайськ. Частина І. Невиправдні сподівання на перемогу»: Прямо в полі ці мобілізовані солдати покинули свою бойову техніку: десятки САУ, танків, броньових машин…. Навіть з відкритими люками. І поїхали собі додому.
3. ↑  Карта українських блокпостів. Архів оригіналу за 11 квітня 2016. Процитовано 17 серпня 2016.